# Félix Mantilla
Félix Mantilla Botella (Barcelona, 23 de setembro de 1974) é um ex-tenista da Espanha. Especialista em saibro, realizou sua maior campanha no Masters Series de Roma, em 2003, ao vencer Roger Federer na final. Também conseguiu chegar à semifinal de Roland Garros em 1998.

## ATP Finais

### Simples: 21 (10 títulos, 11 vices)
| Legenda                       |
| ----------------------------- |
| Grand Slam (0–0)              |
| Tennis Masters Cup (0–0)      |
| ATP Masters Series (1–1)      |
| ATP Championship Series (1–1) |
| ATP Tour (8–9)                |

| Resultado | N.  | Data              | Torneio      | Piso   | Oponente            | Placar                  |
| --------- | --- | ----------------- | ------------ | ------ | ------------------- | ----------------------- |
| Vice      | 1.  | 13 Novembro 1995  | Buenos Aires | Saibro | Carlos Moyá         | 0–6, 3–6                |
| Vice      | 2.  | 26 Maio 1996      | St. Pölten   | Saibro | Marcelo Ríos        | 2–6, 4–6                |
| Campeão   | 1.  | 10 Junho 1996     | Oporto       | Saibro | Hernán Gumy         | 6–7(5–7), 6–4, 6–3      |
| Vice      | 3.  | 14 Julho 1996     | Gstaad       | Saibro | Albert Costa        | 6–4, 6–7(2–7), 1–6, 0–6 |
| Runner-up | 4.  | 11 August 1996    | San Marino   | Clay   | Albert Costa        | 6–7(7–9), 3–6           |
| Vice      | 5.  | 18 Agosto 1996    | Umag         | Saibro | Carlos Moyá         | 0–6, 6–7(4–7)           |
| Vice      | 6.  | 12 Maio 1997      | Hamburgo     | Saibro | Andrei Medvedev     | 0–6, 4–6, 2–6           |
| Campeão   | 2.  | 9 Junho 1997      | Bologna      | Saibro | Gustavo Kuerten     | 4–6, 6–2, 6–1           |
| Campeão   | 3.  | 7 Julho 1997      | Gstaad       | Saibro | Juan Albert Viloca  | 6–1, 6–4, 6–4           |
| Campeão   | 4.  | 21 Julho 1997     | Umag         | Saibro | Sergi Bruguera      | 6–3, 7–5                |
| Campeão   | 5.  | 4 Agosto 1997     | San Marino   | Clay   | Magnus Gustafsson   | 6–4, 6–1                |
| Campeão   | 6.  | 8 Setembro 1997   | Bournemouth  | Saibro | Carlos Moyà         | 6–2, 6–2                |
| Vice      | 7.  | 15 Fevereiro 1998 | Dubai        | Duro   | Àlex Corretja       | 6–7(0–7), 1–6           |
| Vice      | 8.  | 30 Agosto 1998    | Long Island  | Duro   | Patrick Rafter      | 6–7(3–7), 2–6           |
| Campeão   | 7.  | 14 Setembro 1998  | Bournemouth  | Saibro | Albert Costa        | 6–3, 7–5                |
| Campeão   | 8.  | 12 Abril 1999     | Barcelona    | Saibro | Karim Alami         | 7–6(7–2), 6–3, 6–3      |
| Vice      | 9.  | 15 Abril 2001     | Estoril      | Saibro | Juan Carlos Ferrero | 6–7(3–7), 6–4, 3–6      |
| Campeão   | 9.  | 24 Setembro 2001  | Palermo      | Saibro | David Nalbandian    | 7–6(7–2), 6–4           |
| Vice      | 10. | 6 Janeiro 2002    | Doha         | Duro   | Younes El Aynaoui   | 6–4, 2–6, 2–6           |
| Vice      | 11. | 18 Agosto 2002    | Indianapolis | Duro   | Greg Rusedski       | 7–6(8–6), 4–6, 4–6      |
| Campeão   | 10. | 5 Maio 2003       | Roma         | Saibro | Roger Federer       | 7–5, 6–2, 7–6(10–8)     |